# غل آباد
غل آباد هي مدينة ومركز مقاطعة سمرقند في ولاية سمرقند في أوزبكستان.